# Augustin Marlorat
Augustin Marlorat du Pasquier (né en 1506 à Bar-le-Duc dans le duché de Lorraine, mort le 31 octobre 1562 à Rouen) est un théologien protestant français.

## Biographie
À huit ans, après avoir perdu ses parents, Augustin Marlorat entre en 1514 au monastère des Augustins de Bar-le-Duc (aujourd'hui église St-Antoine), prononce ses vœux en 1524 et est ordonné prêtre. En 1533, il devient prieur d'un monastère à Bourges. Peu de temps après, il se convertit à la Réforme, d'autant que l'université de Bourges est administrée par Marguerite de Navarre, Melchior Wolmar y enseigne et Jean Calvin et Théodore de Bèze étudient la théologie ; avec Théodore de Bèze, il entretient depuis une étroite amitié.
En 1533, il commence à propager la Réforme dans ses sermons à Bourges, Poitiers et Angers puis, après d'importantes persécutions contre les protestants en France, doit fuir à Genève en 1535, où il travaille d'abord comme correcteur d'épreuves d'hébreu pour un imprimeur. Il étudie ensuite la théologie à l'université de Lausanne et est engagé comme ecclésiastique à Crissier sur la recommandation de Pierre Viret ; il se marie à Crissier et a plus tard cinq enfants.
Il déménage à Vevey et y reste jusqu'en 1559. Augustin Marlorat partage la vision calviniste des doctrines distinctes des deux églises protestantes et devient connu pour ses sermons. Lorsque Pierre Viret est démis de ses fonctions par le gouvernement bernois après la contestation de la loi sur l'excommunication, il est également démis de ses fonctions en février 1559. Il est envoyé à Paris comme ecclésiastique pour la communauté protestante locale en juillet 1559. Augustin Marlorat s'adresse à Anne du Bourg peu de temps avant son exécution le 23 décembre 1559 et lui conseille de ne pas renier sa foi.
En juillet 1560, il se rend à Rouen en tant que premier pasteur. En décembre 1560, les protestants de Rouen adressent au roi une pétition écrite par Augustin Marlorat, demandant l'autorisation d'utiliser une église pour leur culte. Bien que la pétition soit rejetée, les protestants tiennent un culte.
Il écrit de nombreux commentaires bibliques et ses écrits font l'objet de multiples éditions et traductions, y compris en anglais, jusqu'au XVIIe siècle. En 1559, ses écrits figurent sur l’Index librorum prohibitorum, les livres interdits par l'Église catholique romaine.
Il participe du 3 septembre au 14 octobre 1561, avec Théodore de Bèze, à l'entretien religieux entre théologiens catholiques et protestants à Poissy, à l'initiative de Catherine de Médicis en présence de son fils, le roi mineur Charles IX.
Le 25 janvier 1562, il est président du synode provincial de Dieppe en Normandie.
Après le massacre de Vassy le 1er mars 1562, les réformés de Rouen portent des armes, cependant ils sont désormais si nombreux que l'eucharistie, qui se tient fin mars, dure trois journées. Afin d'éviter des atrocités, les réformés décident de prendre en charge le gouvernement de la ville. Ils occupent les portes de la ville, l'hôtel de ville et le château du 15 au 16 avril 1562 et chassent le bailli ; le Parlement s'enfuit à Louviers. Les citoyens créent alors leur propre autorité administrative et douze citoyens prennent en charge la gestion des affaires en tant que plus haut conseil, auquel est subordonné un conseil de cent citoyens. Les chefs de section et les dirigeants sont Jean de Mandreville, président de la Chambre, et Augustin Marlorat.
Un premier siège de Rouen, commencé le 27 mai 1562 par Claude II d'Aumale, est repoussé à plusieurs reprises, si bien que le duc se retire le 12 juin.
Le 29 septembre 1562, la principale armée catholique apparaît avec 18 000 hommes, menée par le roi Charles IX, Antoine de Bourbon et François de Guise. Malgré la défense de la ville par Gabriel de Lorges, comte de Montgomery, venu au secours de Rouen, la ville est prise par le roi le 26 octobre. Augustin Marlorat, qui se cache dans une tour avec sa famille, aurait été arrêté, peu de temps après, le connétable Anne de Montmorency le fait venir et l'insulte verbalement.
Lors de son procès du 29 octobre pour haute trahison, Augustin Marlorat avoue être un prédicateur protestant, ancien moine et prêtre marié. Après que la condamnation à mort est prononcée le 30 octobre, il est pendu le 31 octobre 1562 devant la cathédrale Notre-Dame de Rouen, en compagnie de Jean du Bose. Sa femme s'enfuit en Angleterre avec les enfants, où elle est prise en charge par l'Église wallonne.